# Paramerina anomala
Paramerina anomala är en tvåvingeart som beskrevs av Beck 1966. Paramerina anomala ingår i släktet Paramerina och familjen fjädermyggor.
Artens utbredningsområde är Florida. Inga underarter finns listade i Catalogue of Life.